# Hoofdtoren
De Hoofdtoren is een van de laatste verdedigingswerken in het Noord-Hollandse Hoorn die bewaard zijn gebleven. De toren is vernoemd naar de nabij gelegen steiger Houten Hoofd, dat reeds in 1464 gebouwd is. Sinds 1968 wordt de toren als horeca gebruikt.

## Geschiedenis
De toren staat aan de haven van de stad. Hij werd in 1532 opgetrokken uit Gobertanger kalksteen en baksteen. In 1614 verloor de toren zijn verdedigingsfunctie en nam de Noordse Compagnie haar intrek in de toren. Bijna 40 jaar later, in 1651, werd ook het torentje op het dak geplaatst. Het is naar voorbeeld van de toren van de Amsterdamse Zuiderkerk gebouwd. In 1632 werd de toren door de bliksem getroffen, waarna het door brand verwoest werd. De toren werd hierna volledig herbouwd. Na de opheffing van de Compagnie trokken het Lakenbereidersgilde en de Maatschappij voor de Levantse handel in de toren. Van de Noordse Compagnie zijn in 1904 de kluis en bijhorende open haard overgebracht naar het Westfries Museum. De in de toren aanwezige Veermansklokje werd tijdens de Tweede Wereldoorlog geroofd en kwam na de oorlog terug naar Hoorn vanuit Nederhorst den Berg.
Naast de toren staat op de kademuur een standbeeld van de scheepsjongens van Bontekoe uit het gelijknamige boek.
De toren staats sinds 1965 ingeschreven in het rijksmonumentenregister onder nummer 22411. In 2003 werd de toren door de Gemeente Hoorn overgedragen aan Vereniging Hendrick de Keyser. Deze begon in 2004 meteen met een restauratie, waarbij het torentje ook verwijderd werd, omdat deze door de boktor was aangetast.

## Referentie
1. ↑  Berg, Herma van den (1950). De Nederlandse Monumenten van Geschiedenis en Kunst, p. 109-110.
2. ↑  Hoofd 2 Hoofdtoren (record 0003483 uit de beeldbank Vereniging Oud Hoorn). www.beeldbank-oudhoorn.nl. Geraadpleegd op 27 maart 2024.
3. ↑  Hoofdtoren. Hendrick de Keyser Monumenten. Geraadpleegd op 27 maart 2024.
4. ↑  Opengestelde panden 2018. Vereniging Hendrick de Keyser, p. 108.
5. ↑  Hoofdtoren. www.ikhouvanhoorn.nl. Gearchiveerd op 19 april 2021. Geraadpleegd op 19 april 2021. ““Kosten werden niet gespaard en het is een fraai bouwwerk geworden, dat de haven bij het binnengaan een mooie aanblik biedt”, schreef de Hoornse geschiedschrijver Theodorus Velius in zijn kronieken”
6. ↑  De Hoofdtoren van Hoorn. www.oudhoorn.nl. Gearchiveerd op 19 april 2021. Geraadpleegd op 19 april 2021.
7. ↑  Leek, Ben (2017). Hoorn in de twintigste eeuw. Bas Baltus en Vereniging Oud Hoorn, Hoorn, p. 559.
8. ↑  redactie  (maart 2004). Restauraties, wijzigingen, verval - Hoofdtoren (rijksmonument). Gearchiveerd op 12 december 2022. Oud Hoorn  26e jaargang (nr. 1)